# Sportlövészet az 1960. évi nyári olimpiai játékokon
Az 1960. évi nyári olimpiai játékokon a sportlövészetben hat versenyszámot rendeztek.

## Éremtáblázat
(A rendező ország csapata és a magyar érmesek eltérő háttérszínnel, az egyes számoszlopok legmagasabb értéke, vagy értékei vastagítással kiemelve.)
| Az 1960. évi nyári olimpiai játékok éremtáblázata sportlövészetben | Az 1960. évi nyári olimpiai játékok éremtáblázata sportlövészetben | Az 1960. évi nyári olimpiai játékok éremtáblázata sportlövészetben | Az 1960. évi nyári olimpiai játékok éremtáblázata sportlövészetben | Az 1960. évi nyári olimpiai játékok éremtáblázata sportlövészetben | Olimpia  |
| ------------------------------------------------------------------ | ------------------------------------------------------------------ | ------------------------------------------------------------------ | ------------------------------------------------------------------ | ------------------------------------------------------------------ | -------- |
|                                                                    | Ország                                                             | Arany                                                              | Ezüst                                                              | Bronz                                                              | Összesen |
| 1.                                                                 | Szovjetunió (URS)                                                  | 2                                                                  | 2                                                                  | 3                                                                  | 7        |
| 2.                                                                 | Egyesült Államok (USA)                                             | 1                                                                  | 1                                                                  | 0                                                                  | 2        |
| 3.                                                                 | Egyesült Német Csapat (EUA)                                        | 1                                                                  | 0                                                                  | 1                                                                  | 2        |
| 4.                                                                 | Ausztria (AUT)                                                     | 1                                                                  | 0                                                                  | 0                                                                  | 1        |
| 4.                                                                 | Románia (ROU)                                                      | 1                                                                  | 0                                                                  | 0                                                                  | 1        |
|                                                                    |                                                                    |                                                                    |                                                                    |                                                                    |          |
| 6.                                                                 | Finnország (FIN)                                                   | 0                                                                  | 1                                                                  | 0                                                                  | 1        |
| 6.                                                                 | Olaszország (ITA)                                                  | 0                                                                  | 1                                                                  | 0                                                                  | 1        |
| 6.                                                                 | Svájc (SUI)                                                        | 0                                                                  | 1                                                                  | 0                                                                  | 1        |
|                                                                    |                                                                    |                                                                    |                                                                    |                                                                    |          |
| 9.                                                                 | Japán (JPN)                                                        | 0                                                                  | 0                                                                  | 1                                                                  | 1        |
| 9.                                                                 | Venezuela (VEN)                                                    | 0                                                                  | 0                                                                  | 1                                                                  | 1        |
|                                                                    |                                                                    |                                                                    |                                                                    |                                                                    |          |
| Összesen                                                           | Összesen                                                           | 6                                                                  | 6                                                                  | 6                                                                  | 18       |

## Érmesek
| Az 1960. évi nyári olimpiai játékok érmesei sportlövészetben |                                                  |                                                |                                                      |
| Versenyszám                                                  | Arany                                            | Ezüst                                          | Bronz                                                |
| Gyorstüzelő pisztoly 25 m                                    | William McMillan · Egyesült Államok (USA) · 587  | Pentti Linnosvuo · Finnország (FIN) · 587      | Alekszandr Zabelin · Szovjetunió (URS) · 587         |
| Sportpisztoly 50 m                                           | Alekszej Guscsin · Szovjetunió (URS) · 560       | Mahmud Umarov · Szovjetunió (URS) · 552        | Josikava Josihisza · Japán (JPN) · 552               |
| Kisöbű puska fekvö 50 m                                      | Peter Kohnke · Egyesült Német Csapat (EUA) · 590 | James Enoc Hill · Egyesült Államok (USA) · 589 | Enrico Forcella · Venezuela (VEN) · 587              |
| Kisöbű puska összetett                                       | Viktor Samburkin · Szovjetunió (URS) · 1149      | Marat Nyijazov · Szovjetunió (URS) · 1145      | Klaus Zähringer · Egyesült Német Csapat (EUA) · 1139 |
| Nagyöbű sportpuska összetett 300 m                           | Hubert Hammerer · Ausztria (AUT) · 1129          | Hans Rudolf Spillmann · Svájc (SUI) · 1127     | Vaszilij Boriszov · Szovjetunió (URS) · 1127         |
| Trap                                                         | Ion Dumitrescu · Románia (ROU) · 192             | Galliano Rossini · Olaszország (ITA) · 191     | Szergej Kalinyin · Szovjetunió (URS) · 190           |